# Ș
Ș ، ș یا S-کاما یکی از حروف الفبای رومانیایی و نشان‌دهندهٔ آوای /ʃ/ (ش) است. 
گاه به جای این حرف از Ş‏ (S با سدیل) استفاده شده‌است. 

## منبع
Wikipedia contributors, "S-comma," Wikipedia, The Free Encyclopedia, http://en.wikipedia.org/w/index.php?title=S-comma&oldid=602475599 (accessed June 23, 2014). 